# Vera Mareckaja
Vera Petrovna Mareckaja, (russo: Вера Петровна Марецкая) (Mosca, 31 luglio 1906 – Mosca, 17 agosto 1978) è stata un'attrice sovietica.

## Biografia
Vera Petrovna Mareckaja è nata a Barvicha, un sobborgo di Mosca. Aiutò suo padre, di nome Pëtr Mareckij, che era un venditore di dolciumi al Circo di Mosca. Mareckaja studiò alla scuola del Teatro Vachtangov, diplomandosi attrice nel 1924. Nello stesso anno divenne membro permanente dello studio teatrale diretto da Jurij Zavadskij. Ben presto lo sposò e i due ebbero un figlio. Sono rimasti amici per tutta la vita e compagni di scena, anche dopo la fine del loro breve matrimonio. 
Nel 1925, Mareckaja fece il suo debutto cinematografico in Zakrojščik iz Toržka. Ha interpretato ruoli in quindici film muti. Nel 1937 i suoi due fratelli, i giornalisti Dmitrij e Grigorij, seguaci del politico dell'opposizione Nikolaj Bucharin, furono giustiziati durante le epurazioni del "Grande Terrore" sotto la dittatura di Iosif Stalin. Mareckaja aveva fatto appello al governo sovietico, ma il suo appello fu ignorato. Ha perso il suo secondo marito, un giovane attore di nome Georgij Troickij (da cui ebbe una figlia), ucciso in combattimento nel 1941, durante la seconda guerra mondiale. Si prese cura dei suoi due figli e adottò anche i figli dei suoi fratelli giustiziati. È stata sostenuta da Jurij Zavadskij. 
Nel 1940, divenne uno dei volti dei film di propaganda sovietica. È diventata famosa dopo il ruolo da protagonista in "Chlen pravitelstva" (Membro del governo, 1940) dei registi Aleksandr Zarchi e Iosif Chejfic, in cui interpretava il ruolo di una colcosiana analfabeta e tiranneggiata dal marito che diventata deputato del soviet Supremo.  Per quel ruolo è stata insignita del Premio Stalin. A quel tempo il Teatro-Studio di Zavadskij si fuse con il Teatro Mossovet e nel 1940 Mareckaja divenne membro permanente del Teatro Mossoveta. Nel 1955 fu interprete per Mark Douskoj di La madre, versione a colori del romanzo di Maksim Gor'kij.
Mareckaja ha sofferto di cancro al seno negli ultimi dieci anni della sua vita e in seguito le è stato diagnosticato un cancro al cervello, ma ha continuato la sua carriera di attrice alla Radio di Mosca. A quel tempo ha creato programmi radiofonici popolari basati sui suoi adattamenti di Femme sans amour e L'Art de vivre, entrambi dello scrittore André Maurois.

## Filmografia parziale

### Attrice
- Il sarto di Toržok (Zakrojščik iz Toržka), regia di Jakov Aleksandrovič Protazanov (1925)
- La terra prigioniera (Zemlya v plenu), regia di Fëdor Aleksandrovič Ocep (1927)
- Don Diego i Pelageja, regia di Jakov Protazanov (1928)
- Due-Buldi-due (Dva-Bul'di-dva), regia di Lev Vladimirovič Kulešov e Nina Agadžanova-Šutko (1929)
- Zori Pariža, regia di Grigorij L'vovič Rošal' (1936)

## Premi
- Artista onorato della RSFSR
- Artista popolare della RSFSR
- Artista del popolo dell'Unione Sovietica
- Premio Stalin
- Ordine del distintivo d'onore
- Ordine della Bandiera rossa del lavoro
- Ordine di Lenin
- Eroe del lavoro socialista